# Czarnolas (gromada)
Czarnolas – dawna gromada, czyli najmniejsza jednostka podziału terytorialnego Polskiej Rzeczypospolitej Ludowej w latach 1954–1972.
Gromady, z gromadzkimi radami narodowymi (GRN) jako organami władzy najniższego stopnia na wsi, funkcjonowały od reformy reorganizującej administrację wiejską przeprowadzonej jesienią 1954 do momentu ich zniesienia z dniem 1 stycznia 1973, tym samym wypierając organizację gminną w latach 1954–1972.
Gromadę Czarnolas siedzibą GRN w Czarnolesiu [sic!] utworzono – jako jedną z 8759 gromad na obszarze Polski – w powiecie kozienickim w woj. kieleckim, na mocy uchwały nr 13e/54 WRN w Kielcach z dnia 29 września 1954. W skład jednostki weszły obszary dotychczasowych gromad Czarnolas, Jabłonów, Jadwinów (bez wsi Łuczynów) i Władysławów oraz wieś Ługowa Wola z dotychczasowej gromady Świetlikowa Wola ze zniesionej gminy Policzna w tymże powiecie.
1 października 1954 gromada weszła w skład nowo utworzonego powiatu zwoleńskiego w tymże województwie, gdzie ustalono dla niej 17 członków gromadzkiej rady narodowej.
31 grudnia 1961 do gromady Czarnolas przyłączono wieś Łuczynów ze zniesionej gromady Paciorkowa Wola.
Gromada przetrwała do końca 1972 roku, czyli do kolejnej reformy gminnej.